# Drymophila hellmayri
El tiluchí de Santa Marta (Drymophila hellmayri) es una especie de ave paseriforme de la familia Thamnophilidae perteneciente al género Drymophila. Es endémica de una región restringida en el noreste de Colombia. Hasta el año 2012 era considerada una subespecie de Drymophila caudata, de quien fue separada en conjunto con D. klagesi y D. striaticeps.

## Distribución y hábitat
Se distribuye en el norte de Colombia (región de la Sierra Nevada de Santa Marta).  De forma reciente, parece haber sido registrado en apenas una localidad, cerca de La Ye, en el camino a la Reserva El Dorado. Existen registros históricos alrededor de Riofrío, y se considera probable que ocurra en varias localidades en su hábitat preferencial de matorrales.
Prefiere hábitats de matorrales de altitud, tropicales y subtropicales. Es tolerante a hábitats secundarios, considerados pobres, como crecimientos de matorrales en terrenos de haciendas. Se encuentra entre los 600 y los 2200 m de altitud, pero principalmente entre los 1000 y 1500 m.

## Descripción
Es un tiluchí profusamente estriado y de cola larga, mide 15 cm de longitud y pesa entre 11 y 13 g. Las cuatro especies separadas de Drymophila caudata exhiben plumajes muy semejantes. De forma general, el macho tiene la cabeza y el dorso estriados negro y blanco, con la rabadilla rufo brillante; las cobertoras de las alas son negras con dos barras formadas por pintas blancas, la cola es morena, con las plumas terminadas en puntas blancas. La garganta y el pecho son blancos, estriados de negro, los flancos y el criso son rufo brillante. La hembra sigue el mismo patrón de plumaje del macho, pero el estriado de las partes superiores es negro y rufo canela y las partes inferiores son teñidas de pardo amarillento. La extensión del estriado blanco en la frente, corona y nuca negros es motivo de diferenciación entre las especies recientemente separadas, en la presente especie el estriado blanco se restringe a la frente y las rectrices de la cola son dorsalmente pardo rojizas, claramente distintas de las otras tres poblaciones.

## Estado de conservación
Esta especie ha sido calificada como casi amenazada por la Unión Internacional para la Conservación de la Naturaleza (IUCN) debido a la sospecha de que su población total, todavía no cuantificada, se encuentre en decadencia por causa de la pérdida de hábitat resultante de la extensa deforestación dentro de su área.

### Amenazas
La mayor parte de los bosques dentro de su rango altitudinal han sido devastados para plantaciones de café y cultivos ilegales de marihuana. El hábitat remanente se ve amenazado por la expansión de la agricultura, extracción de madera, quemadas y sequías.

## Comportamiento
Forrajea en pareja, hurgando en el denso sotobosque, donde es difícil de ser localizado, excepto a través de su frecuente vocalización. Usualmente no se une a bandadas mixtas de alimentación.

### Alimentación
Su dieta consiste de varios tipos de insectos y probablemente también de arañas.

### Vocalización
El estudio de las vocalizaciones de las cuatro especies separadas de D. caudata fue de alta importancia para la caracterización de las divergencias. El canto del macho es corto (típicamente 2 segundos o menos) e incluye una ráfaga de dos silbidos limpios de timbre más bajo que D. striaticeps y duración más larga que D. striaticeps y D. caudata, seguidos de notas ásperas precedidas de claras notas introductorias (que están ausentes en D. klagesi). El canto de la hembra consiste de una serie corta (aproximadamente 2 segundos) de silbidos de timbre descendiente (la cantidad de notas es mayor en las especies norteñas que en D. striaticeps) y que termina con una única nota áspera (a veces ninguna o entonces dos notas).

## Sistemática

### Descripción original
La especie D. hellmayri fue descrita por primera vez por el ornitólogo estadounidense Walter Edmond Clyde Todd en 1915, como subespecie, bajo el nombre científico Drymophila caudata hellmayri. La localidad típica es: «Santa Marta, Colombia».

### Etimología
El nombre genérico femenino «Drymophila» proviene del griego «drumos»: bosque, bosquecillo, soto y «philos»: amante; significando «amante del sotobosque»; y el nombre de la especie «hellmayri», conmemora al ornitólogo austríaco Carl Eduard Hellmayr (1878-1944).

### Taxonomía
La distribución geográfica de Drymophila caudata se extendía desde las montañas de Paria en Venezuela hacia el sur a lo largo de la cordillera de los Andes hasta el norte de Bolivia, conformando un patrón de distribución geográfica y altitudinal único en los Thamnophilidae. La variación en el plumaje entre la mayoría de las poblaciones no era obvia y a pesar de que ocho subespecies habían sido descritas, la mitad habían sido invalidadas. Los estudios de Isler et al. (2012), utilizando genética molecular, diferencias de vocalización y ecología de las diferentes poblaciones revelaron un nivel considerable de diversificación, suficiente para el reconocimiento de cuatro especies, tres de ellas, D. caudata, D. klagesi y la presente especie restringidas a las montañas del norte y una, D. striaticeps, ampliamente distribuida a lo largo de los Andes desde el noroeste de Colombia hasta Bolivia. La separación fue aprobada por el Comité de Clasificación de Sudamérica (SACC) en la Propuesta N° 542, de septiembre de 2012.
Es monotípica.